# Crematogaster gratiosa
Crematogaster gratiosa är en myrart som beskrevs av Santschi 1926. Crematogaster gratiosa ingår i släktet Crematogaster och familjen myror. Inga underarter finns listade i Catalogue of Life.